# Bjørn Maaseide
Bjørn Maaseide (Stavanger, 7 de março de 1968) é um  ex-voleibolista indoor e jogador de vôlei de praia noruegues, com marca de alcance de 340 cm no ataque e 315 cm no bloqueio, e que foi medalhista de ouro na edição dos Jogos da Boa Vontade (Goodwill Games) de 1994 na Rússia e obteve ainda a medalha de ouro na temporada de 1994 no Circuito Mundial de Vôlei de Praia.Competiu em tres edições dos Jogos Olímpicos de Verão em 1996, 2000 e 2004.

## Carreira
Competiu por longas temporadas ao lado de Jan Kvalheim no voleibol de praia e na temporada de 1994conquistou a medalha de ouro na edição dos Jogos da Boa Vontade (Goodwill Games) realizados em São Petersburgo, após esta conquista e a obtenção da medalha de ouro nos Abertos de Miami, no Aberto de Marseille, além do bronze obtido no Aberto de Enoshima, conquistaram a prata no Aberto de Fortaleza.
Com Bjørn Maaseide sagrou-se vice-campeão do Circuito Europeu de Vôlei de Praia de 1993 em Almería e obtiveram a medalha de ouro no Aberto de Almería em 1994.
A mesma formação de dupla se repetiu nas edições dos Jogos Olímpicos de Verão de 1996 em Atlanta e 2000 em Sydney.Em 1997 conquistaram a medalha de prata no Aberto de Roma, mesmo feito alcançando no Aberto de Rodes em 1998 no mesmo circuito.
Ainda disputou uma edição dos Jogos Olímpicos de Verão de 2004 em Atenas.No ano de 2009 foi membro do comitê organizador da edição do Campeonato Mundial de Vôlei de Praia em Stavanger.

## Títulos e resultados
- Aberto de Marseille do Circuito Mundial de Vôlei de Praia:1994[4]
- Aberto de Miami do Circuito Mundial de Vôlei de Praia:1994[3]
- Aberto de Enoshima do Circuito Mundial de Vôlei de Praia:1994[6]
- Aberto de Enoshima do Circuito Mundial de Vôlei de Praia:1994[5]
- Aberto de Almería do Circuito Europeu de Vôlei de Praia:1994[8]
- Aberto de Rodes do Circuito Europeu de Vôlei de Praia:1998[10]
- Aberto de Roma do Circuito Europeu de Vôlei de Praia:1997[9]
- Aberto de Almería do Circuito Europeu de Vôlei de Praia:1993[7]